# Gílofos
Gílofos är en ort i Grekland.   Den ligger i prefekturen Nomós Grevenón och regionen Västra Makedonien, i den centrala delen av landet, 260 km nordväst om huvudstaden Aten. Gílofos ligger 1 088 meter över havet och antalet invånare är 150.
Terrängen runt Gílofos är huvudsakligen kuperad. Gílofos ligger uppe på en höjd. Runt Gílofos är det glesbefolkat, med 9 invånare per kvadratkilometer. Närmaste större samhälle är Deskáti, 7,8 km norr om Gílofos. Trakten runt Gílofos består till största delen av jordbruksmark.